# Yamn
Yamn (persiska: يَمَن, يمن) är en ort i Iran.   Den ligger i provinsen Markazi, i den centrala delen av landet, 250 km söder om huvudstaden Teheran. Yamn ligger 1 711 meter över havet och antalet invånare är 175.
Terrängen runt Yamn är platt åt sydväst, men åt nordost är den kuperad. Runt Yamn är det ganska tätbefolkat, med 56 invånare per kvadratkilometer. Närmaste större samhälle är Khomeyn, 14,8 km väster om Yamn. Trakten runt Yamn består i huvudsak av gräsmarker.